# Tabakmuseum Lorsch
Das Tabakmuseum Lorsch ist ein überregionales Museum in Lorsch (Hessen). Es zeigt die Kulturgeschichte des Tabaks (Tabakanbau, Zigarrenproduktion, Konsum), der Ende des 19. bis  Anfang des 20. Jahrhunderts im südhessischen Ried in Landwirtschaft und Gewerbe ein bedeutender Wirtschaftsfaktor war.
Das Museum ist neben dem Klostermuseum (Verwaltung der Staatlichen Schlösser und Gärten Hessen) zum angrenzenden Kloster Lorsch und dem Volkskundlichen Museum (Hessisches Landesmuseum Darmstadt) eine der drei Abteilungen des Museumszentrums Lorsch. Das Gebäude des Museumszentrums, eine ehemalige Konservenfabrik, befindet sich in unmittelbarer Nähe zur Torhalle Lorsch. Die 1500 Exponate des Tabakmuseums erstrecken sich auf über 600 m² in Erdgeschoss, Galerie und Untergeschoss. Das Tabakmuseum geht zurück auf einen Fotowettbewerb und die nachfolgende Sonderausstellung des Heimat und Kulturvereins Lorsch 1981.